# تعاوني وحدت (زياران)
تعاوني وحدت (بالإنجليزية: Unity Cooperative Company)‏ هي منطقة سكنية تقع في إيران في قسم زیاران الریفي. يقدر عدد سكانها بـ 49 نسمة .